# Дичків

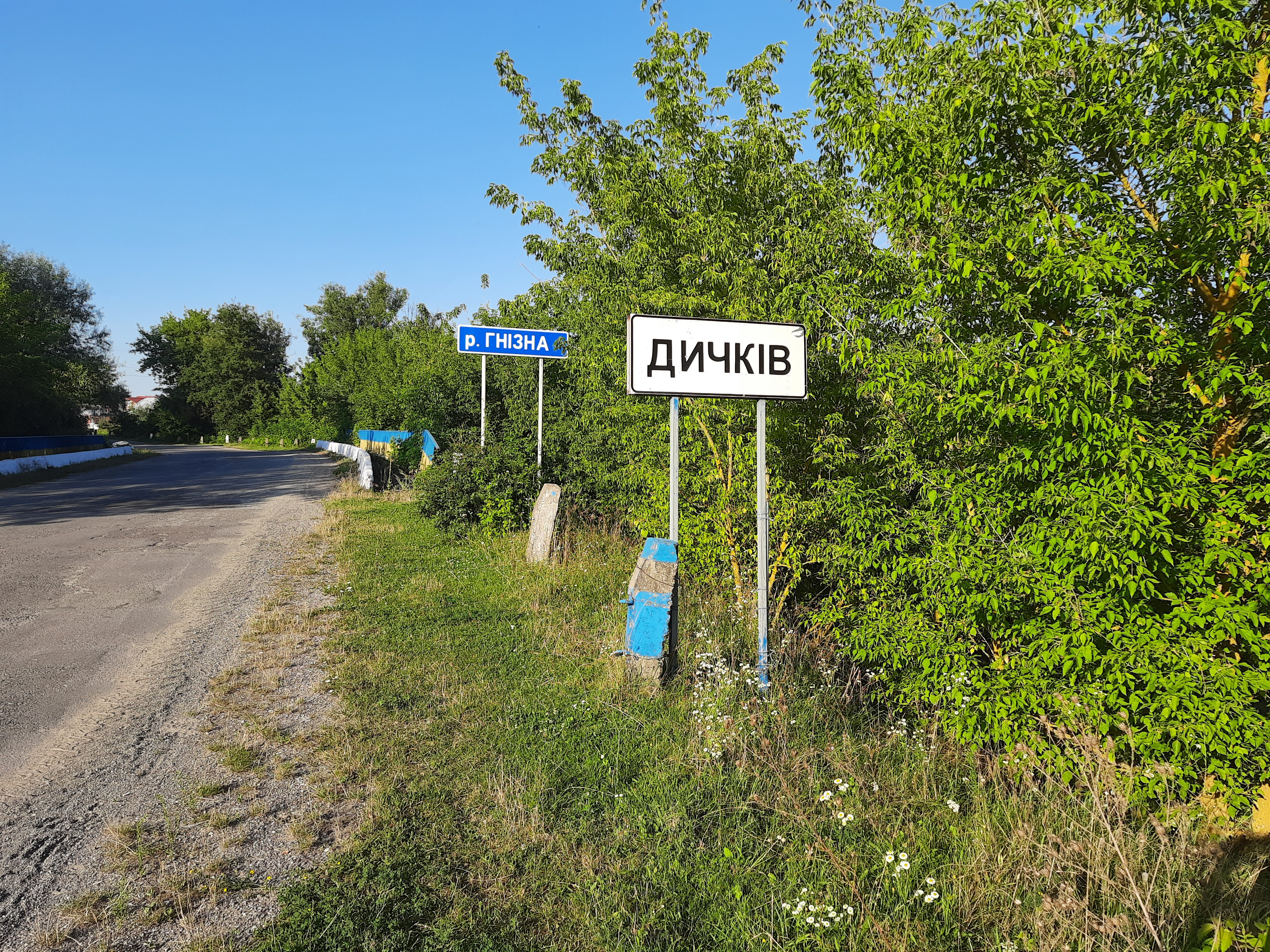
Дорожній знак при в'їзді в село

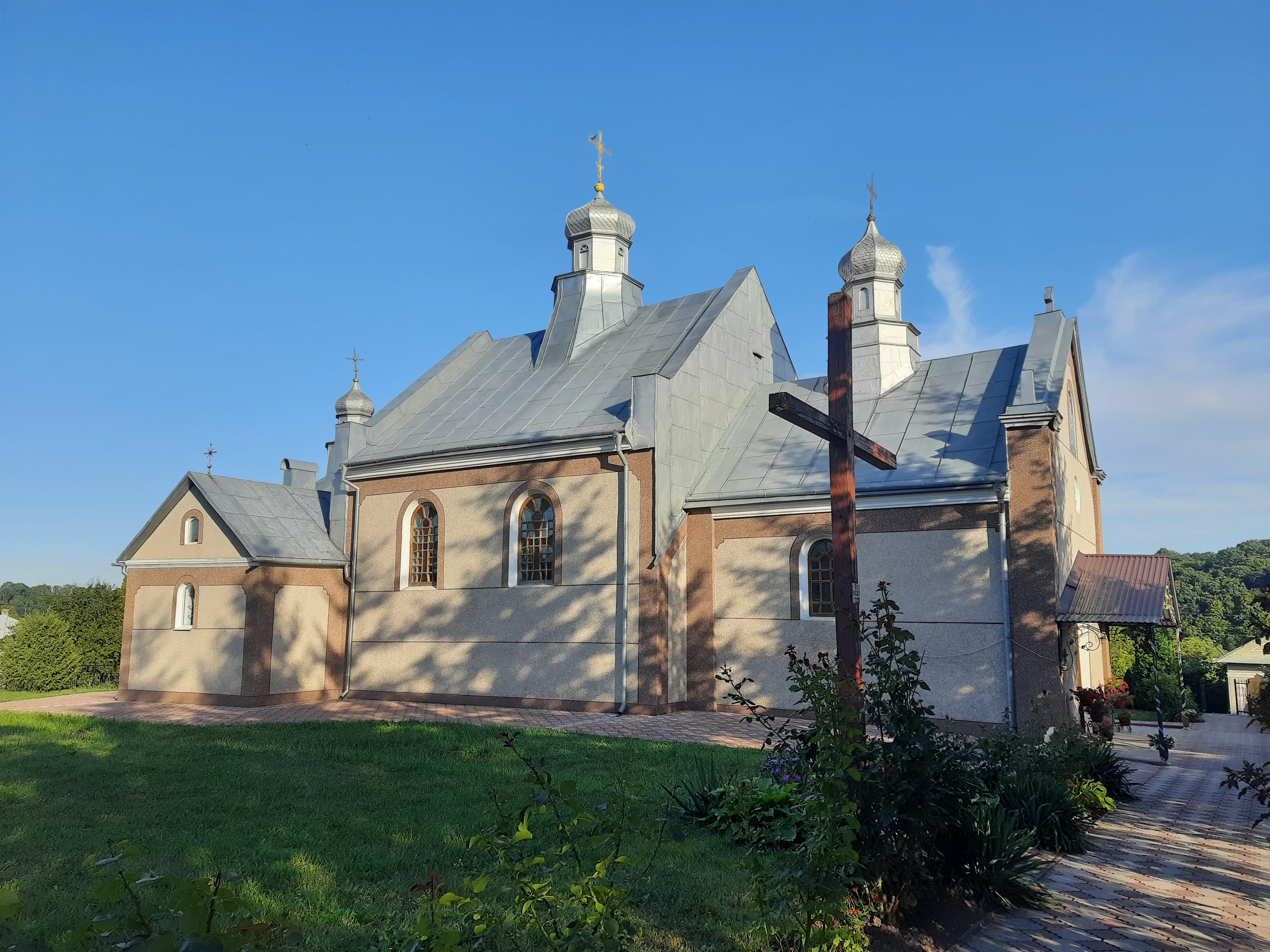
Церква Преображення Господнього

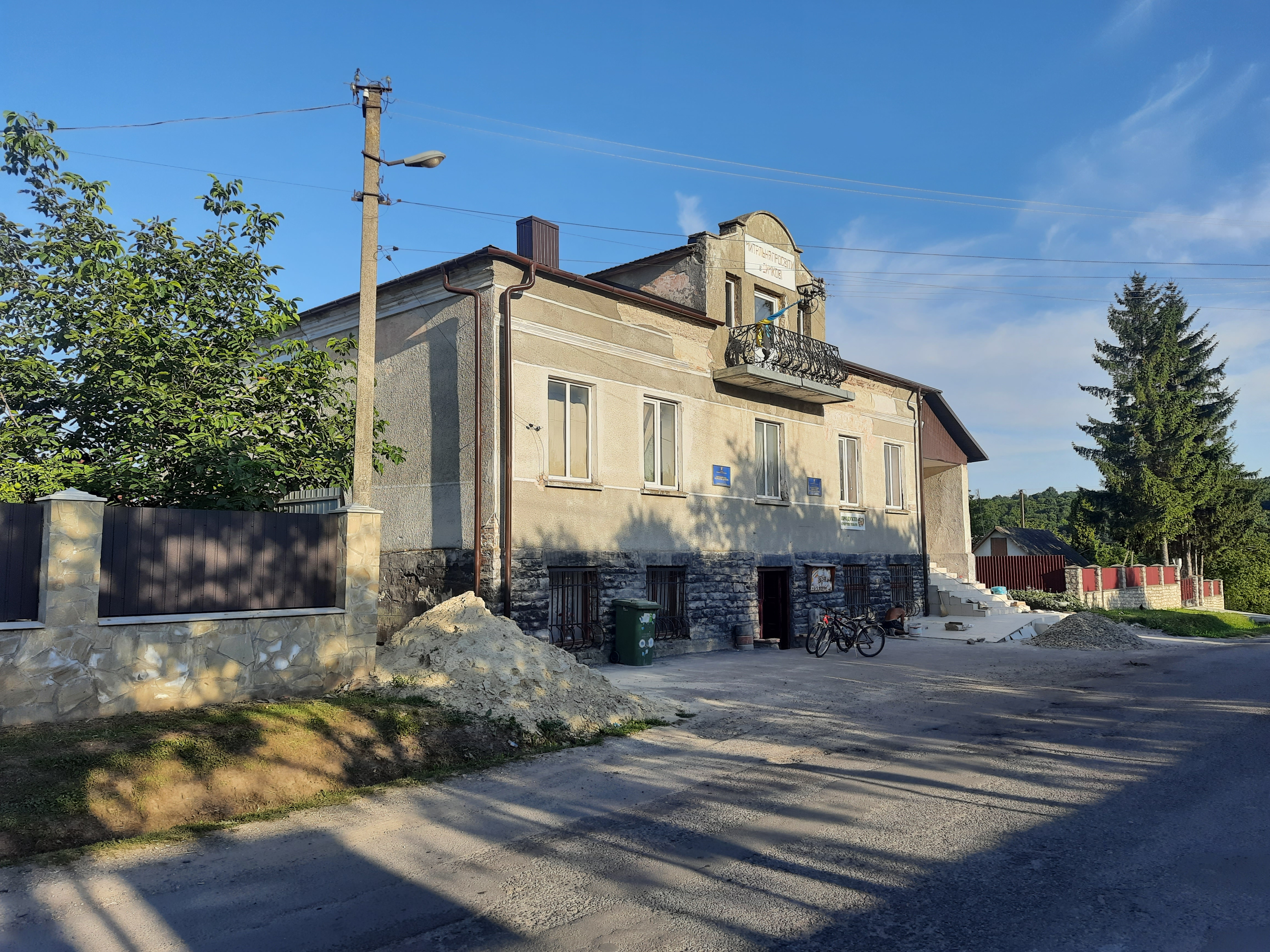
Читальня "Просвіти"

Ди́чків — село в Україні, у Великогаївській сільській громаді Тернопільському районі Тернопільської області. До 2015 року адміністративний центр Дичківської  сільської ради, якій було підпорядковане село Красівка. Від вересня 2015 року ввійшло у склад Великогаївської сільської об'єднаної територіальної громади. Розташоване на річці Гнізна, в центрі району. Населення становить 738 осіб (2001).

## Історія
Поблизу Дичкова виявлено археологічні пам'ятки трипільської культури, доби бронзи, ранньої залізної доби, черняхівської та давньоруської культур. У трипільському поселенні знайдено жіночу статуетку. Поблизу села виявлено римські монети імператорів Адріана та Комода.
Перша писемна згадка — 1533.
Навесні 1914 року у Дичкові відбулася маніфестація до 100-річчя від дня народження Тараса Шевченка, йому встановлено 3 меморіальні таблиці. Зірвала їх восени того ж року російська окупаційна влада.
В червні — липні 1917 року російські війська, на висотах вздовж лівого берега Гнізни, у Дичкові облаштували резервну лінію оборони й артилерійські позиції. При їх безладному відступі в другій половині липня 1917 року село зазнало нещадного мародерства, були вирубані майже всі дерева.
На початку червня 1919 на залізничній станції Дичків перебували голова Директорії УНР С. Петлюра і члени уряду.
Діяли товариства «Просвіта» (від 1896), «Сокіл», «Сільський господар», «Луг», «Рідна школа», кооператива.
1 серпня 1934 року в рамках реформи на підставі нового закону про самоуправління (23 березня 1933 року) село увійшло до нової сільської гміни Великі Бірки (Тернопільський повіт Тернопільського воєводства).
У ніч з 7 на 8 липня 1943 року, під час «Карпатського рейду» Сидора Ковпака, диверсійною групою мінерів під командуванням Платона Воронька, підірвано вибухівкою залізничні мости на р. Гніздечній в Дичкові.
12 червня 2020 року, відповідно до розпорядження Кабінету Міністрів України № 724-р «Про визначення адміністративних центрів та затвердження територій територіальних громад Тернопільської області» увійшло до складу Великогаївської сільської громади.
19 липня 2020 року, в результаті адміністративно-територіальної реформи та ліквідації Тернопільського району, село увійшло до складу новоутвореного Тернопільського району.

## Населення
Згідно з переписом УРСР 1989 року чисельність наявного населення села становила 748 осіб, з яких 336 чоловіків та 412 жінок.
За переписом населення України 2001 року в селі мешкали 733 особи.

### Мова
Розподіл населення за рідною мовою за даними перепису 2001 року:
| Мова       | Кількість | Відсоток |
| ---------- | --------- | -------- |
| українська | 737       | 99.86%   |
| білоруська | 1         | 0.14%    |
| Усього     | 738       | 100%     |

## Релігія
- церква Преображення Господнього (1903; мурована).

## Пам'ятки
- Гідрологічна пам'ятка природи «Дичківське джерело».
- Гідрологічний заказник місцевого значення «На куті».

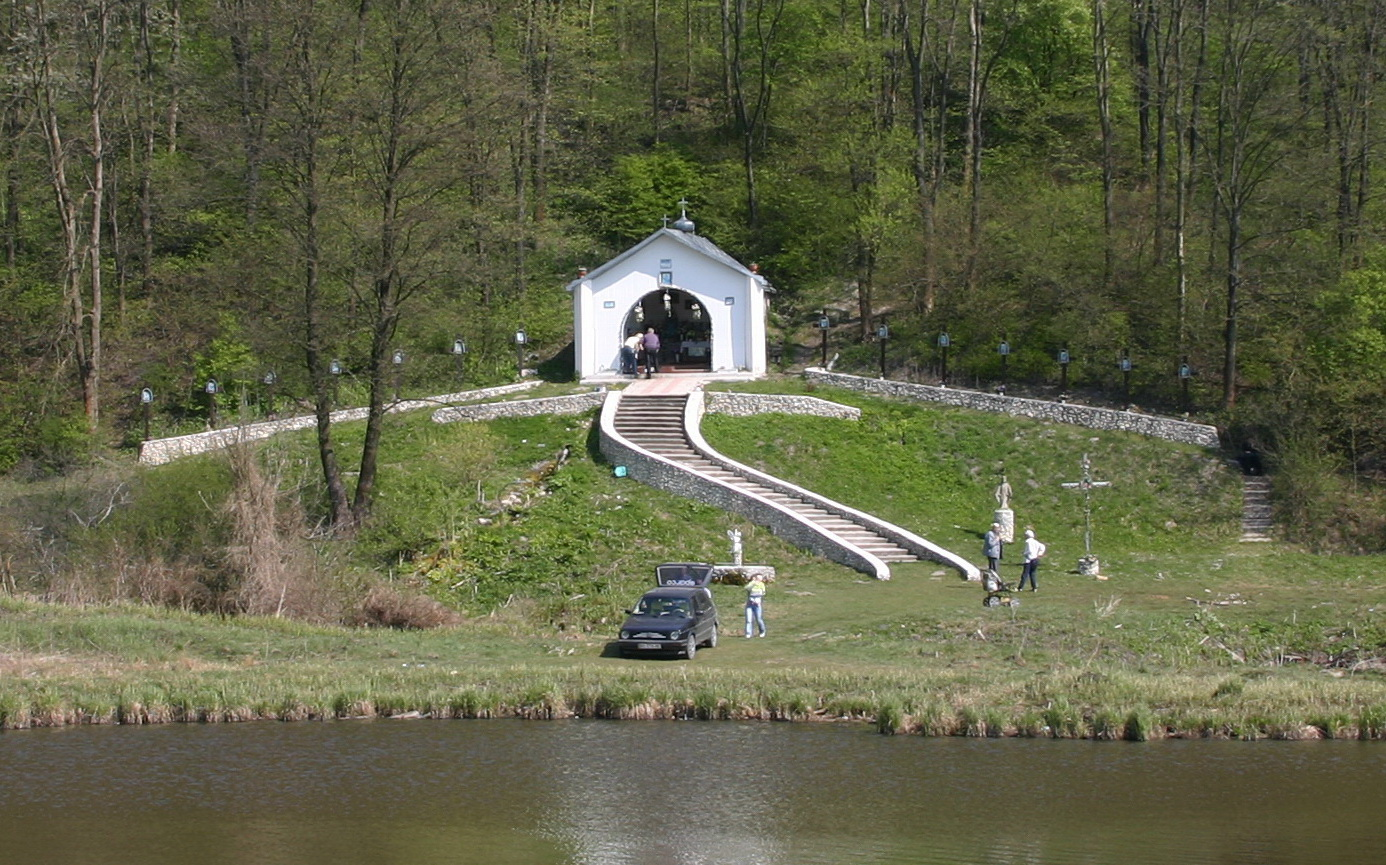
Дичківське джерело

## Пам'ятники
- воїнам-односельцям, полеглим у німецько-радянській війні (1967),
- на честь Незалежності (1993).

## Соціальна сфера
Діють загальноосвітня школа І-II ступенів, клуб, бібліотека, ФАП.

## Відомі люди

### Народилися
- Іван Мітринга  (1907—1943) — український політичний діяч, публіцист, теоретик націоналістичного руху. (За іншими даними народився в с. Петриків цього ж району);
- Охримович Любомир (1943) — український вчений у галузі медицини, педагог: канд. мед. наук (1971), декан факультету вдосконалення лікарів (1989-1994), проф. (1994-1999) кафедри кардіології ТДМУ. [14]
- Святослав Струс (2003—2022) — український військовослужбовець;
- Тихоступ Ждан (нар. 1942) — педагог, музикант-аранжувальник, фотограф, краєзнавець, лауреат Республіканського конкурсу аматорського кіно-фото мистецтва.

### Проживали
- Охримович Василь (1914—1954) — український військовий і політичний діяч. Член УГВР та ЗП УГВР. Майор-політвиховник УПА.
- о. Іван Волянський (1857—1926) — пастирював і тут похований;
- Литвин Петро (1961)[15],[16],[17] — фотожурналіст, підприємець, меценат,